# 꽃가마 (영화)
"꽃가마"는 한국에서 제작된 나봉한 감독의 1966년 드라마 영화이다. 신영균 등이 주연으로 출연하였고 김태현 등이 제작에 참여하였다.

## 출연

### 주연
- 신영균
- 김지미
- 김승호

## 기타
- 원작자: 김영곤
- 조명: 김연
- 미술: 송백규